# Zsidi-patak
A Zsidi-patak (más néven: Nagy-réti-patak vagy Barát-réti-patak), régies nevén Zsidi séd vagy Zsidi nagy séd Zalaszántó és Várvölgy között ered, majd Zalaszántó alatt a Gyöngyös-patakba torkollik. Hossza 4,5 km.
A patak Várvölgy községtől északkeletre három forrásból, a pannóniai vízrekesztő rétegek határán a homokos lösz alól ered, körülbelül 240 méter magasságban. Vizét táplálja a Csetényi-patak, valamint a Lapos-tó nevű vízfolyás, mielőtt a Gyöngyös-patakba torkollik.
Völgyében fekszik a korabeli Zsid község, a patak névadója, amely ma a Várvölgy nevet viseli. Ezt a nevet Felső- és Alsózsid egyesülése után 1943-ban kapta. A patakon a Kovácsi-patak betorkollásánál tározót létesítettek, amelyet mérsékelten fajgazdag élőhelynek minősítettek, ahol két védett faj található, a lápi acsa (Anaciaeschna isosceles) és a sárgafoltos szitakötő (Somatochlora aenea).